# Rajdowe Mistrzostwa Świata 1992

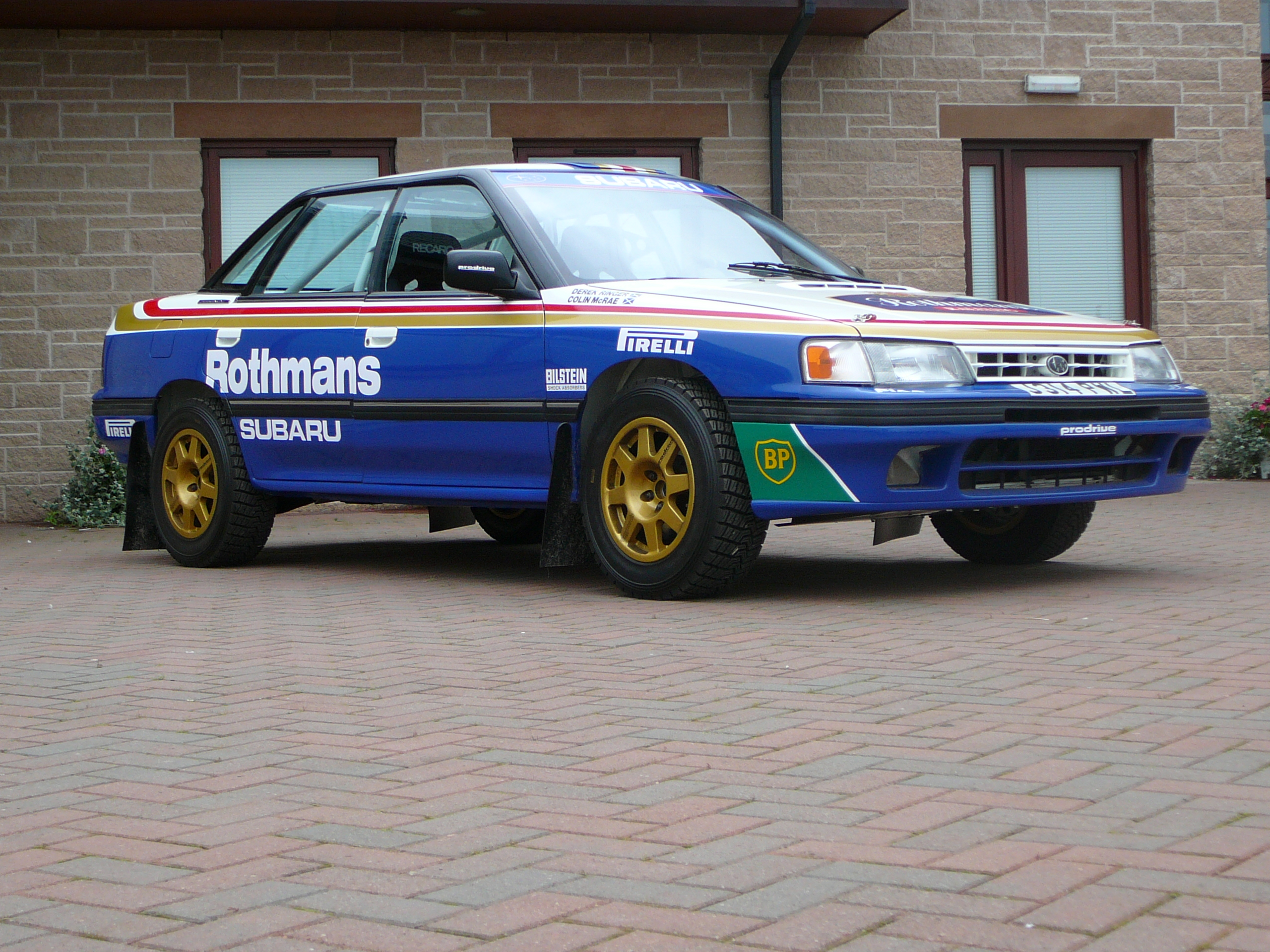
Samochód rajdowy Subaru Legacy RS, którym startował szkocki kierowca Colin McRae w sezonie 1992.

Rajdowe Mistrzostwa Świata w roku 1992 były 20 sezonem Rajdowych Mistrzostwach Świata FIA. Sezon składał się z 14 rajdów. Mistrzem świata kierowców rajdowych w roku 1992 został po raz drugi hiszpański kierowca Carlos Sainz startujący samochodem Toyota Celica GT-Four ST185, wyprzedził Fina Juhe Kankkunena i Francuza Didiera Auriola. Tytuł konstruktorów wygrała Lancia przed Toyotą i Fordem.

## Kalendarz
W sezonie 1992 kalendarz mistrzostw świata składał się z czternastu rajdów i nie uległ zmianie od poprzedniego sezonu.
| Runda | Data                        | Nazwa rajdu                       | Zwycięzca         | Wyniki |
| ----- | --------------------------- | --------------------------------- | ----------------- | ------ |
| 1     | 23–28 stycznia              | 60. Rajd Monte Carlo              | Didier Auriol     | Wyniki |
| 2     | 13–16 lutego                | 41. Rajd Szwecji                  | Mats Jonsson      | Wyniki |
| 3     | 3–7 marca                   | 26. Rajd Portugalii               | Juha Kankkunen    | Wyniki |
| 4     | 27 marca-1 kwietnia         | 40. Rajd Safari                   | Carlos Sainz      | Wyniki |
| 5     | 3–6 maja                    | 36. Rajd Francji                  | Didier Auriol     | Wyniki |
| 6     | 31 maja-3 czerwca           | 39. Rajd Grecji                   | Didier Auriol     | Wyniki |
| 7     | 25–29 czerwca               | 22. Rajd Nowej Zelandii           | Carlos Sainz      | Wyniki |
| 8     | 22–25 lipca                 | 12. Rajd Argentyny                | Didier Auriol     | Wyniki |
| 9     | 27–30 sierpnia              | 42. Rajd Finlandii                | Didier Auriol     | Wyniki |
| 10    | 19–22 września              | 5. Rajd Australii                 | Didier Auriol     | Wyniki |
| 11    | 12–14 października          | 34. Rajd San Remo                 | Andrea Aghini     | Wyniki |
| 12    | 31 października–2 listopada | 24. Rajd Wybrzeża Kości Słoniowej | Kenjiro Shinozuka | Wyniki |
| 13    | 9–11 listopada              | 28. Rajd Hiszpanii                | Carlos Sainz      | Wyniki |
| 14    | 22–25 listopada             | 48. Rajd Wielkiej Brytanii        | Carlos Sainz      | Wyniki |

## Zespoły i kierowcy
| Zespół                     | Producent  | Samochód                                    | Opony | Kierowca                | Rundy                  |
| -------------------------- | ---------- | ------------------------------------------- | ----- | ----------------------- | ---------------------- |
| Martini Racing             | Lancia     | Delta HF Integrale                          | M     | Juha Kankkunen          | 1, 3–4, 6, 9–11, 13–14 |
| Martini Racing             | Lancia     | Delta HF Integrale                          | M     | Didier Auriol           | 1, 3, 5–6, 8–11, 13–14 |
| Martini Racing             | Lancia     | Delta HF Integrale                          | M     | Philippe Bugalski       | 1, 5, 9                |
| Martini Racing             | Lancia     | Delta HF Integrale                          | M     | Andrea Aghini           | 3, 5, 11, 13–14        |
| Martini Racing             | Lancia     | Delta HF Integrale                          | M     | Björn Waldegård         | 4                      |
| Martini Racing             | Lancia     | Delta HF Integrale                          | M     | Jorge Recalde           | 4, 8                   |
| Martini Racing             | Lancia     | Delta HF Integrale                          | M     | Gustavo Trelles         | 8                      |
| Toyota Team Europe         | Toyota     | Celica Turbo 4WD ST185 Celica GT-Four ST165 | P     | Carlos Sainz            | 1, 3–8, 10, 13–14      |
| Toyota Team Europe         | Toyota     | Celica Turbo 4WD ST185 Celica GT-Four ST165 | P     | Armin Schwarz           | 1, 3, 5–6, 13          |
| Toyota Team Europe         | Toyota     | Celica Turbo 4WD ST185 Celica GT-Four ST165 | P     | Markku Alén             | 1–4, 6, 9, 14          |
| Toyota Team Europe         | Toyota     | Celica Turbo 4WD ST185 Celica GT-Four ST165 | P     | Mats Jonsson            | 2                      |
| Toyota Team Europe         | Toyota     | Celica Turbo 4WD ST185 Celica GT-Four ST165 | P     | Leif Asterhag           | 2                      |
| Toyota Team Europe         | Toyota     | Celica Turbo 4WD ST185 Celica GT-Four ST165 | P     | Mikael Ericsson         | 4                      |
| Toyota Team Europe         | Toyota     | Celica Turbo 4WD ST185 Celica GT-Four ST165 | P     | Ian Duncan              | 4                      |
| Toyota Team Europe         | Toyota     | Celica Turbo 4WD ST185 Celica GT-Four ST165 | P     | Marcus Grönholm         | 9                      |
| Ford Motor Co              | Ford       | Sierra RS Cosworth 4x4                      | M     | Miki Biasion            | 1, 3, 5–6, 9, 11, 14   |
| Ford Motor Co              | Ford       | Sierra RS Cosworth 4x4                      | M     | François Delecour       | 1, 3, 5–6, 9, 11, 13   |
| Ford Motor Co              | Ford       | Sierra RS Cosworth 4x4                      | M     | Gianfranco Cunico       | 11                     |
| Ford Motor Co              | Ford       | Sierra RS Cosworth 4x4                      | M     | Mía Bardolet            | 13                     |
| Ford Motor Co              | Ford       | Sierra RS Cosworth 4x4                      | M     | Malcolm Wilson          | 14                     |
| Mitsubishi Ralliart Europe | Mitsubishi | Galant VR-4                                 | M     | Kenneth Eriksson        | 1, 3, 6, 14            |
| Mitsubishi Ralliart Europe | Mitsubishi | Galant VR-4                                 | M     | Timo Salonen            | 1, 3                   |
| Mitsubishi Ralliart Europe | Mitsubishi | Galant VR-4                                 | M     | Lasse Lampi             | 2, 9, 14               |
| Mitsubishi Ralliart Europe | Mitsubishi | Galant VR-4                                 | M     | Kenjiro Shinozuka       | 4, 12                  |
| Mitsubishi Ralliart Europe | Mitsubishi | Galant VR-4                                 | M     | Ross Dunkerton          | 7, 10                  |
| Mitsubishi Ralliart Europe | Mitsubishi | Galant VR-4                                 | M     | Patrick Tauziac         | 12                     |
| Nissan Motorsports Europe  | Nissan     | Sunny GTi-R                                 | D     | François Chatriot       | 1, 3                   |
| Nissan Motorsports Europe  | Nissan     | Sunny GTi-R                                 | D     | Tommi Mäkinen           | 1, 3, 9, 14            |
| Nissan Motorsports Europe  | Nissan     | Sunny GTi-R                                 | D     | Stig Blomqvist          | 2, 9, 14               |
| Nissan Motorsports Europe  | Nissan     | Sunny GTi-R                                 | D     | Grégoire De Mévius      | 3, 6, 8–9, 12, 14      |
| Nissan Motorsports Europe  | Nissan     | Sunny GTi-R                                 | D     | Stratis Hatzipanayiotou | 6                      |
| Nissan Motorsports Europe  | Nissan     | Sunny GTi-R                                 | D     | Mikael Sundström        | 9                      |
| Subaru Rally Team Europe   | Subaru     | Legacy RS                                   | M P   | Ari Vatanen             | 2, 6–7, 9–10, 14       |
| Subaru Rally Team Europe   | Subaru     | Legacy RS                                   | M P   | Colin McRae             | 2, 6–7, 9, 14          |
| Subaru Rally Team Europe   | Subaru     | Legacy RS                                   | M P   | Per Eklund              | 2, 4, 14               |
| Subaru Rally Team Europe   | Subaru     | Legacy RS                                   | M P   | Patrick Njiru           | 4                      |
| Subaru Rally Team Europe   | Subaru     | Legacy RS                                   | M P   | Peter Bourne            | 7, 10                  |
| Subaru Rally Team Europe   | Subaru     | Legacy RS                                   | M P   | Rob Herridge            | 10                     |
| Audi Sport                 | Audi       | 90 Quattro                                  | M     | Rudi Stohl              | 4, 6, 8, 12            |
| Audi Sport                 | Audi       | 90 Quattro                                  | M     | Patrice Servant         | 12                     |
| Société Diac               | Renault    | Clio 16S                                    | M     | Alain Oreille           | 5                      |
| Société Diac               | Renault    | Clio 16S                                    | M     | Jean Ragnotti           | 5                      |
| Société Diac               | Renault    | Clio 16S                                    | M     | Serge Jordan            | 5                      |
| Opel Team Belgium          | Opel       | Calibra 16V Kadett GSI 16V                  | M     | Bruno Thiry             | 5, 11–12               |
| Opel Team Belgium          | Opel       | Calibra 16V Kadett GSI 16V                  | M     | Alain Lopes             | 12                     |
| Astra Racing               | Lancia     | Lancia Delta HF Integrale                   | P     | Alex Fiorio             | 6, 8, 11, 13           |
| Astra Racing               | Lancia     | Lancia Delta HF Integrale                   | P     | Pierre-César Baroni     | 11                     |
| Mazda Rally Team Europe    | Mazda      | 323 GT-X                                    | M     | Rod Millen              | 7, 10                  |
| Mazda Rally Team Europe    | Mazda      | 323 GT-X                                    | M     | Neil Allport            | 7                      |

## Wyniki

### Klasyfikacja zespołowa
W sezonie 1992 system punktacji producentów składał się z dwóch grup punktacji, które do siebie dodawano. Wpierw punkty dla producenta zdobywał najwyżej sklasyfikowany samochód danej marki według klucza:
| Pozycja | 1º | 2º | 3º | 4º | 5º | 6º | 7º | 8º | 9º | 10º |
| ------- | -- | -- | -- | -- | -- | -- | -- | -- | -- | --- |
| Punkty  | 10 | 9  | 8  | 7  | 6  | 5  | 4  | 3  | 2  | 1   |

Dodatkowe punkty były przyznawane dla najwyżej sklasyfikowanego samochodu danej marki za zajęcie miejsca od pierwszego do ósmego w swojej grupie, pod warunkiem, że dany zespół znalazł się w pierwszej dziesiątce w klasyfikacji generalnej, według klucza:
| Pozycja | 1º | 2º | 3º | 4º | 5º | 6º | 7º | 8º |
| ------- | -- | -- | -- | -- | -- | -- | -- | -- |
| Punkty  | 8  | 7  | 6  | 5  | 4  | 3  | 2  | 1  |

Do klasyfikacji końcowej sezonu było branych siedem najlepszych występów. Aby zostać mistrzem co najmniej jeden start musiał odbyć się poza Europą i należało wystartować w co najmniej ośmiu rajdach. Wyniki rajdów nie brane pod uwagę w końcowej klasyfikacji ujęto w nawiasach. Rajdy Szwecji, Nowej Zelandii, Wybrzeża Kości Słoniowej i Hiszpanii nie był brane pod uwagę w klasyfikacji zespołowej.
| Numer | Zespół     | MCO | PRT | KEN  | FRA  | GRE | ARG | FIN | AUS | ITA  | GBR  | Punkty |
| ----- | ---------- | --- | --- | ---- | ---- | --- | --- | --- | --- | ---- | ---- | ------ |
| 1     | Lancia     | 20  | 20  | (17) | 20   | 20  | 20  | 20  | 20  | (20) | (14) | 140    |
| 2     | Toyota     | 17  | 14  | 20   | (12) | (4) | 17  | 14  | 14  | –    | 20   | 116    |
| 3     | Ford       | 12  | 17  | –    | 17   | 14  | –   | 10  | –   | 14   | 10   | 94     |
| 4     | Subaru     | –   | –   | 11   | –    | 12  | –   | 12  | 8   | –    | 17   | 60     |
| 5     | Mitsubishi | 8   | 10  | 2    | –    | –   | –   | 8   | 10  | –    | 6    | 44     |
| 6     | Nissan     | 6   | 8   | –    | –    | 10  | 9   | –   | –   | –    | 4    | 37     |
| 7     | Audi       | –   | –   | –    | –    | –   | 10  | –   | –   | –    | –    | 10     |
| 8     | Renault    | –   | –   | –    | 2    | –   | 7   | –   | –   | –    | –    | 9      |
| 9     | Opel       | –   | –   | –    | –    | –   | –   | –   | –   | 2    | –    | 2      |

### Klasyfikacja kierowców
Do klasyfikacji mistrza świata kierowców w sezonie 1992 zaliczane było pierwszych dziesięć miejsc zajętych w rajdzie i punktowane one były według zasady:
| Pozycja | 1º | 2º | 3º | 4º | 5º | 6º | 7º | 8º | 9º | 10º |
| ------- | -- | -- | -- | -- | -- | -- | -- | -- | -- | --- |
| Punkty  | 20 | 15 | 12 | 10 | 8  | 6  | 4  | 3  | 2  | 1   |

Do końcowego wyniku liczone było dziewięć najlepszych startów, aby zostać mistrzem co najmniej jeden start musiał odbyć się poza Europą.
| Numer | Kierowca               | MCO | SWE | PRT | KEN | FRA | GRE | NZL | ARG | FIN | AUS | ITA | CIV | ESP | GBR | Punkty |
| ----- | ---------------------- | --- | --- | --- | --- | --- | --- | --- | --- | --- | --- | --- | --- | --- | --- | ------ |
| 1     | Carlos Sainz           | 15  | –   | 12  | 20  | 10  | –   | 20  | 15  | –   | 12  | –   | –   | 20  | 20  | 144    |
| 2     | Juha Kankkunen         | 12  | –   | 20  | 15  | –   | 15  | –   | –   | 15  | 15  | 15  | –   | 15  | 12  | 134    |
| 3     | Didier Auriol          | 20  | –   | –   | –   | 20  | 20  | –   | 20  | 20  | 20  | –   | –   | 1   | –   | 121    |
| 4     | Miki Biasion           | 3   | –   | 15  | –   | 4   | 12  | –   | –   | 8   | –   | 10  | –   | –   | 8   | 60     |
| 5     | Markku Alén            | –   | 10  | 10  | 8   | –   | –   | –   | –   | 12  | –   | –   | –   | –   | 10  | 50     |
| 6     | François Delecour      | 10  | –   | –   | –   | 15  | 8   | –   | –   | –   | –   | 12  | –   | –   | –   | 45     |
| 7     | Andrea Aghini          | –   | –   | –   | –   | 6   | –   | –   | –   | –   | –   | 20  | –   | 12  | 1   | 39     |
| 8     | Colin McRae            | –   | 15  | –   | –   | –   | 10  | –   | –   | 3   | –   | –   | –   | –   | 6   | 34     |
| 9     | Alex Fiorio            | –   | –   | –   | –   | –   | 4   | –   | 10  | –   | –   | 8   | –   | 10  | –   | 32     |
| 10    | Jorge Recalde          | –   | –   | –   | 12  | –   | 6   | –   | –   | –   | 10  | –   | –   | –   | –   | 28     |
| 11    | Ari Vatanen            | –   | –   | –   | –   | –   | –   | –   | –   | 10  | –   | –   | –   | –   | 15  | 25     |
| 12    | Piero Liatti           | –   | –   | –   | –   | 3   | –   | 15  | –   | –   | –   | 4   | –   | –   | –   | 22     |
| 13    | Philippe Bugalski      | 8   | –   | –   | –   | 12  | –   | –   | –   | 2   | –   | –   | –   | –   | –   | 22     |
| 14    | Kenjiro Shinozuka      | –   | –   | –   | 1   | –   | –   | –   | –   | –   | –   | –   | 20  | –   | –   | 21     |
| 15    | Mats Jonsson           | –   | 20  | –   | –   | –   | –   | –   | –   | –   | –   | –   | –   | –   | –   | 20     |
| 16    | Ross Dunkerton         | –   | –   | –   | –   | –   | –   | 12  | –   | –   | 8   | –   | –   | –   | –   | 20     |
| 17    | Bruno Thiry            | –   | –   | –   | –   | –   | –   | –   | –   | –   | –   | 2   | 15  | –   | –   | 17     |
| 18    | Gustavo Trelles        | –   | –   | –   | –   | –   | –   | –   | 12  | –   | –   | –   | –   | 4   | –   | 16     |
| 19    | Armin Schwarz          | –   | –   | –   | –   | 8   | –   | –   | –   | –   | –   | –   | –   | 8   | –   | 16     |
| 20    | Timo Salonen           | 6   | –   | 8   | –   | –   | –   | –   | –   | –   | –   | –   | –   | –   | –   | 14     |
| 21=   | Stig Blomqvist         | –   | 12  | –   | –   | –   | –   | –   | –   | –   | –   | –   | –   | –   | –   | 12     |
| 21=   | Patrice Servant        | –   | –   | –   | –   | –   | –   | –   | –   | –   | –   | –   | 12  | –   | –   | 12     |
| 23    | Hiroshi Nishiyama      | –   | –   | –   | –   | –   | –   | –   | 2   | –   | –   | –   | 10  | –   | –   | 12     |
| 24    | Ed Ordynski            | –   | –   | –   | –   | –   | –   | 8   | –   | –   | 4   | –   | –   | –   | –   | 12     |
| 25=   | Mikael Ericsson        | –   | –   | –   | 10  | –   | –   | –   | –   | –   | –   | –   | –   | –   | –   | 10     |
| 25=   | Mikael Sundström       | –   | –   | –   | –   | –   | –   | 10  | –   | –   | –   | –   | –   | –   | –   | 10     |
| 27    | François Chatriot      | 4   | –   | 6   | –   | –   | –   | –   | –   | –   | –   | –   | –   | –   | –   | 10     |
| 28    | Lasse Lampi            | –   | 3   | –   | –   | –   | –   | –   | –   | 6   | –   | –   | –   | –   | –   | 9      |
| 29=   | Leif Asterhag          | –   | 8   | –   | –   | –   | –   | –   | –   | –   | –   | –   | –   | –   | –   | 8      |
| 29=   | Rudi Stohl             | –   | –   | –   | –   | –   | –   | –   | 8   | –   | –   | –   | –   | –   | –   | 8      |
| 29=   | Samir Assef            | –   | –   | –   | –   | –   | –   | –   | –   | –   | –   | –   | 8   | –   | –   | 8      |
| 32=   | Per Eklund             | –   | 6   | –   | 2   | –   | –   | –   | –   | –   | –   | –   | –   | –   | –   | 8      |
| 32=   | Carlos Menem           | –   | –   | 2   | –   | –   | –   | –   | 6   | –   | –   | –   | –   | –   | –   | 8      |
| 34=   | Ian Duncan             | –   | –   | –   | 6   | –   | –   | –   | –   | –   | –   | –   | –   | –   | –   | 6      |
| 34=   | Yoshio Fujimoto        | –   | –   | –   | –   | –   | –   | 6   | –   | –   | –   | –   | –   | –   | –   | 6      |
| 34=   | Peter 'Possum' Bourne  | –   | –   | –   | –   | –   | –   | –   | –   | –   | 6   | –   | –   | –   | –   | 6      |
| 34=   | Gilberto Pianezzola    | –   | –   | –   | –   | –   | –   | –   | –   | –   | –   | 6   | –   | –   | –   | 6      |
| 34=   | Alain Oudit            | –   | –   | –   | –   | –   | –   | –   | –   | –   | –   | –   | 6   | –   | –   | 6      |
| 34=   | Jesús Puras            | –   | –   | –   | –   | –   | –   | –   | –   | –   | –   | –   | –   | 6   | –   | 6      |
| 40    | Tommi Mäkinen          | 2   | –   | –   | –   | –   | –   | –   | –   | –   | –   | –   | –   | –   | 3   | 5      |
| 41=   | Björn Johansson        | –   | 4   | –   | –   | –   | –   | –   | –   | –   | –   | –   | –   | –   | –   | 4      |
| 41=   | Mía Bardolet           | –   | –   | 4   | –   | –   | –   | –   | –   | –   | –   | –   | –   | –   | –   | 4      |
| 41=   | Sarbi Rai              | –   | –   | –   | 4   | –   | –   | –   | –   | –   | –   | –   | –   | –   | –   | 4      |
| 41=   | Will Orr               | –   | –   | –   | –   | –   | –   | 4   | –   | –   | –   | –   | –   | –   | –   | 4      |
| 41=   | Gabriel Raies          | –   | –   | –   | –   | –   | –   | –   | 4   | –   | –   | –   | –   | –   | –   | 4      |
| 41=   | Sebastian Lindholm     | –   | –   | –   | –   | –   | –   | –   | –   | 4   | –   | –   | –   | –   | –   | 4      |
| 41=   | Manfred Stohl          | –   | –   | –   | –   | –   | –   | –   | –   | –   | –   | –   | 4   | –   | –   | 4      |
| 41=   | Kenneth Eriksson       | –   | –   | –   | –   | –   | –   | –   | –   | –   | –   | –   | –   | –   | 4   | 4      |
| 49=   | Joaquim Santos         | –   | –   | 3   | –   | –   | –   | –   | –   | –   | –   | –   | –   | –   | –   | 3      |
| 49=   | Patrick Njiru          | –   | –   | –   | 3   | –   | –   | –   | –   | –   | –   | –   | –   | –   | –   | 3      |
| 49=   | Giannis Vardinogiannis | –   | –   | –   | –   | –   | 3   | –   | –   | –   | –   | –   | –   | –   | –   | 3      |
| 49=   | Seiichiro Taguchi      | –   | –   | –   | –   | –   | –   | 3   | –   | –   | –   | –   | –   | –   | –   | 3      |
| 49=   | Miguel Torrás          | –   | –   | –   | –   | –   | –   | –   | 3   | –   | –   | –   | –   | –   | –   | 3      |
| 49=   | Tolley Challis         | –   | –   | –   | –   | –   | –   | –   | –   | –   | 3   | –   | –   | –   | –   | 3      |
| 49=   | César Baroni           | –   | –   | –   | –   | –   | –   | –   | –   | –   | –   | 3   | –   | –   | –   | 3      |
| 49=   | Denis Occelli          | –   | –   | –   | –   | –   | –   | –   | –   | –   | –   | –   | 3   | –   | –   | 3      |
| 49=   | Pedro Diego            | –   | –   | –   | –   | –   | –   | –   | –   | –   | –   | –   | –   | 3   | –   | 3      |
| 58=   | Sören Nilsson          | –   | 2   | –   | –   | –   | –   | –   | –   | –   | –   | –   | –   | –   | –   | 2      |
| 58=   | Jean Ragnotti          | –   | –   | –   | –   | 2   | –   | –   | –   | –   | –   | –   | –   | –   | –   | 2      |
| 58=   | Grégoire De Mévius     | –   | –   | –   | –   | –   | 2   | –   | –   | –   | –   | –   | –   | –   | –   | 2      |
| 58=   | Barry Sexton           | –   | –   | –   | –   | –   | –   | 2   | –   | –   | –   | –   | –   | –   | –   | 2      |
| 58=   | Kiyoshi Inoue          | –   | –   | –   | –   | –   | –   | –   | –   | –   | 2   | –   | –   | –   | –   | 2      |
| 58=   | Jean-Claude Dupuis     | –   | –   | –   | –   | –   | –   | –   | –   | –   | –   | –   | 2   | –   | –   | 2      |
| 58=   | Mohammed bin Sulayem   | –   | –   | –   | –   | –   | –   | –   | –   | –   | –   | –   | –   | 2   | –   | 2      |
| 58=   | Malcolm Wilson         | –   | –   | –   | –   | –   | –   | –   | –   | –   | –   | –   | –   | –   | 2   | 2      |
| 66=   | Jarmo Kytölehto        | –   | 1   | –   | –   | –   | –   | –   | –   | 1   | –   | –   | –   | –   | –   | 2      |
| 66=   | Craig Stallard         | –   | –   | –   | –   | –   | –   | 1   | –   | –   | 1   | –   | –   | –   | –   | 2      |
| 68=   | Christophe Spiliotis   | 1   | –   | –   | –   | –   | –   | –   | –   | –   | –   | –   | –   | –   | –   | 1      |
| 68=   | José Miguel            | –   | –   | 1   | –   | –   | –   | –   | –   | –   | –   | –   | –   | –   | –   | 1      |
| 68=   | Alain Oreille          | –   | –   | –   | –   | 1   | –   | –   | –   | –   | –   | –   | –   | –   | –   | 1      |
| 68=   | Fernando Capdevila     | –   | –   | –   | –   | –   | 1   | –   | –   | –   | –   | –   | –   | –   | –   | 1      |
| 68=   | Walter d’Agostini      | –   | –   | –   | –   | –   | –   | –   | 1   | –   | –   | –   | –   | –   | –   | 1      |
| 68=   | Giovanni Manfrinato    | –   | –   | –   | –   | –   | –   | –   | –   | –   | –   | 1   | –   | –   | –   | 1      |
| 68=   | Guy Colsoul            | –   | –   | –   | –   | –   | –   | –   | –   | –   | –   | –   | 1   | –   | –   | 1      |

### Puchar kierowców samochodów produkcyjnych (Grupa N)
Do końcowej klasyfikacji brano pod uwagę sześć najlepszych startów, aby zawodnik mógł być sklasyfikowany co najmniej jeden ze startów musiał odbyć się poza Europą.
| Msc. | Kierowca           | Punkty |
| ---- | ------------------ | ------ |
| 1    | Gregoire de Mevius | 37     |
| 2    | Hiroshi Nishiyama  | 30     |
| 3    | Carlos Menem Jr    | 26     |
| 4    | Jarmo Kytölehto    | 23     |
| 4    | Ed Ordynski        | 23     |
| 5    | Fernando Capdevila | 22     |